# Melasmothrix naso
Melasmothrix naso  (Miller & Hollister, 1921) è l'unica specie del genere Melasmothrix (Miller & Hollister, 1921), endemica dell'Isola di Sulawesi.

## Descrizione

### Dimensioni
Roditore di medie dimensioni, con lunghezza della testa e del corpo tra 111 e 126 mm, la lunghezza della coda tra 81 e 94 mm, la lunghezza del piede tra 27 e 30 mm, la lunghezza delle orecchie tra 18 e 20 mm e un peso fino a 58 g.

### Caratteristiche craniche e dentarie
Il cranio presenta un rostro lungo e sottile, la scatola cranica grande e tondeggiante, la regione inter-orbitale rigonfia e le bolle timpaniche relativamente grandi. Gli incisivi superiori sono opistodonti, ovvero con le punte rivolte verso l'interno, i molari sono cuspidati.
Sono caratterizzati dalla seguente formula dentaria:

### Aspetto
La pelliccia è corta, densa e vellutata. Il colore generale del corpo è nerastro, con le punte dei peli bruno-dorate, mentre le parti ventrali sono leggermente più chiare. Il muso è allungato, gli occhi sono piccoli. Le orecchie sono relativamente piccole, arrotondate e nero-brunastre. Il dorso dei piedi è cosparso di pochi peli. Gli artigli delle zampe anteriori sono lunghi e robusti, il pollice è ridotto ad un tubercolo munito di un'unghia appiattita. La coda è considerevolmente più corta del corpo e della testa, è uniformemente nero-brunastra, è densamente ricoperta di peli e rivestita di 14 anelli di scaglie per centimetro. Le femmine hanno un paio di mammelle pettorali e due paia inguinali.

## Biologia

### Comportamento
È una specie diurna e terricola.

### Alimentazione
Si nutre principalmente di vermi, piccoli invertebrati, larve di insetti e funghi.

### Riproduzione
Danno alla luce un piccolo alla volta.

## Distribuzione e habitat
Questa specie è endemica della parte centrale di Sulawesi.
Vive nelle foreste pluviali montane tropicali tra i 1.950 e 2.286 metri di altitudine.

## Conservazione
La IUCN Red List, considerata la mancanza di informazioni recenti, classifica M.naso come specie con dati insufficienti (DD).